# Headfirst for Halos
Headfirst For Halos är My Chemical Romances tredje singel från albumet I Brought You My Bullets, You Brought Me Your Love, producerad av Geoff Rickly och släppt 2003 på Eyeball Records.
Låten är inspirerad av Peter Pan, som Gerard Way spelade i en skolpjäs/musikal när han gick i skolan. Låtrader som "And now the red ones make me fly, and the blue ones help me fall", "Fall on your tongue like pixie dust" och "Just think happy thoughts and we'll fly home" låter lyssnarna förstå att det hela är inspirerat av Peter Pan.

## Låtlista
1. Headfirst For Halos
2. Our Lady of Sorrows (Live)